# Променева швидкість

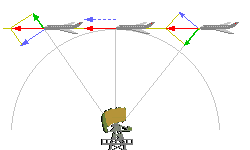
Розкладання вектора просторової швидкості (який показано червоним кольором) на його складові: радіальну швидкість (показано зеленим) та поперечну (синім)

Промене́ва шви́дкість (радіальна швидкість) — проєкція вектора відносної просторової швидкості об'єкта на промінь зору, який визначено напрямком до об'єкта від спостерігача чи від початку координат. Променева швидкість має знак «+», якщо об'єкт віддаляється від спостерігача, та знак «−», коли об'єкт наближається. Сума векторів променевої та поперечної швидкості визначає вектор просторової швидкості. 
Для астрономічних об'єктів променеву швидкість визначають за ефектом Доплера, спостерігаючи зсув окремих ліній у спектрах. Спостереження зорі чи будь-якого іншого об'єкта, який випромінює світло, здійснюють за допомогою спектрографа високої роздільної здатності шляхом порівняння довжини хвилі, що спостерігається, з її лабораторною довжиною. Зсув спектральної лінії в бік коротких хвиль (у «блакитний» бік спектру) свідчить, що джерело рухається до спостерігача, а зсув у бік довгих хвиль («червоний зсув») означає рух від спостерігача. Зсув z характеризується відношенням різниці між довжиною прийнятої хвилі та довжиною лабораторної хвилі:
{\displaystyle z={\frac {\lambda -\lambda _{0}}{\lambda _{0}}}}, де
- {\displaystyle \lambda _{0}} — лабораторна довжина хвилі,
- {\displaystyle \lambda } — довжина хвилі, яку фіксує спостерігач.

У разі невеликих зсувів (z<<1) променеву швидкість Vr визначають за наближеною формулою:
{\displaystyle v_{r}=cz}, де c — швидкість світла.
У випадку значного зсуву (z > 0,1) швидкість об'єктів стає порівняною зі швидкістю світла й слід застосовувати релятивістську формулу:
{\displaystyle v_{r}=c{\frac {(1+z)^{2}-1}{(1+z)^{2}+1}}}
Для галактичних об'єктів променеву швидкість визначають щодо Сонячної системи. Для цього з обчисленої величини вираховують рух спостерігача, який для наземного спостерігача має дві складові: рух Землі навколо Сонця (близько 30 км/с) та обертання нашої планети навколо власної осі (швидкість залежить від широти спостерігача). Для позагалактичних об'єктів із невеликими променевими швидкостями враховують також рух Сонця в Галактиці (близько 300 км/с у напрямку апекса).
Зазвичай променеву швидкість вимірюють в одиницях швидкості (здебільшого, у кілометрах на секунду). Утім, для характеристики деяких об'єктів (як-от квазари чи далекі галактики, які віддаляються з релятивістськими швидкостями), часто застосовують безрозмірнісні одиниці червоного зсуву.

## Застосування в астрономії

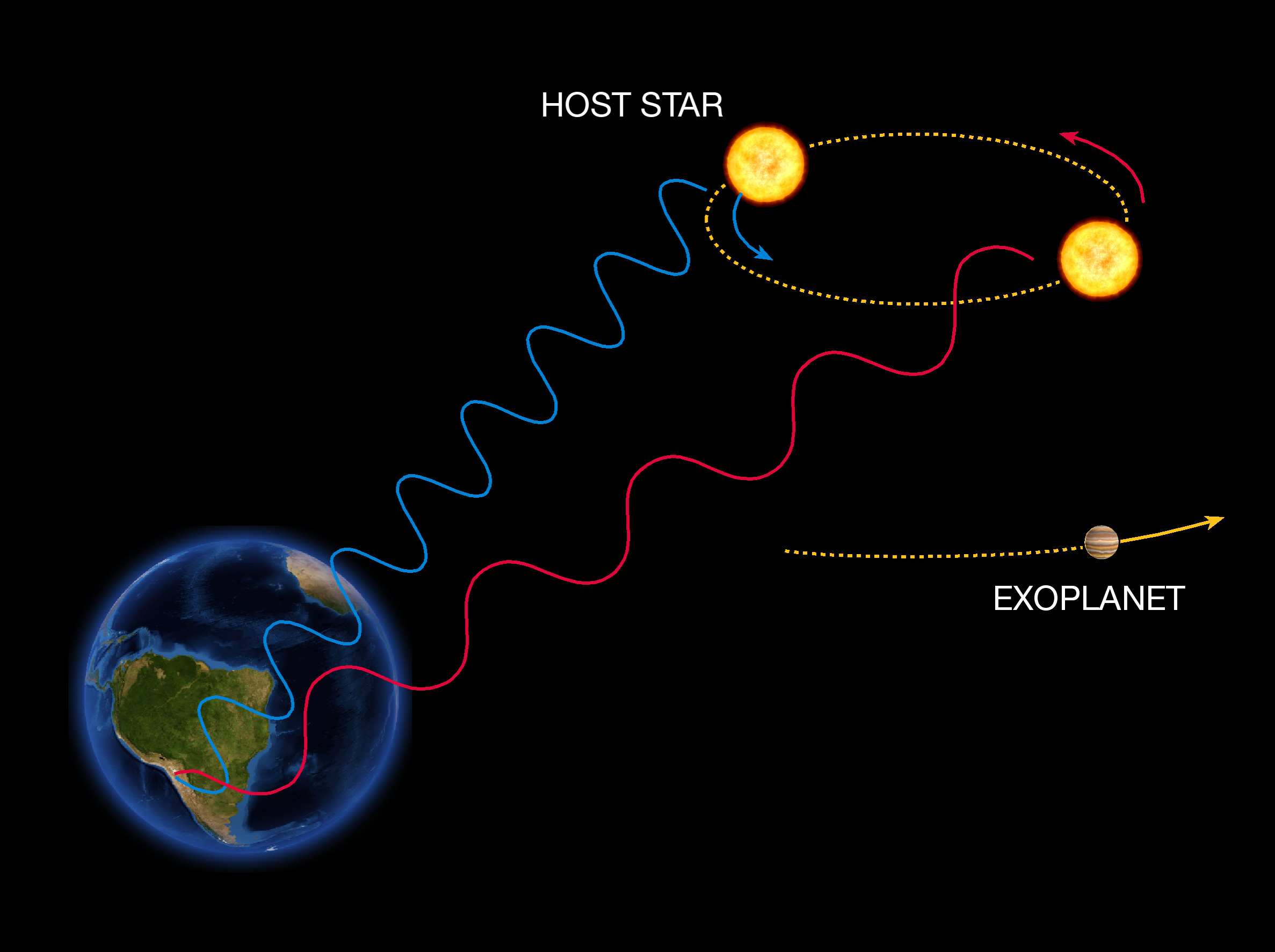
Варіації променевої швидкості внаслідок орбітального руху дають можливість визначати наявність у віддаленої зорі невидимих супутників чи планет.

Визначення променевої швидкості широко застосовують для вивчення будови космічних тіл і їхніх систем. Наприклад, у системах подвійних зір обертання навколо спільного центру мас спричиняє періодичні зміни променевої швидкості в декілька кілометрів на секунду. Вивчення цих змін надає змогу визначити елементи орбіт та обчислити відносні маси компонент. Таким самим чином можна визначити наявність у зорі досить масивних планет.